# مارك فيرسفيلد
مارك فيرسفيلد (مواليد 13 يونيو 1976) هو سبّاح كندي، مثّل بلاده في الألعاب الأولمبية الصيفية 2000.

## روابط خارجية
مارك فيرسفيلد على موقع الاتحاد الدولي للسباحة (الإنجليزية)
- مارك فيرسفيلد على موقع أوليمبيديا (الإنجليزية)
- مارك فيرسفيلد على موقع اتحاد ألعاب الكومنولث (مؤرشف) (الإنجليزية)